# Katastrofa lotu China Southwest Airlines 4509
Katastrofa lotu China Southwest Airlines 4509, która wydarzyła się 24 lutego 1999. Tupolew Tu-154M należący do China Southwest Airlines (B-2622) lecący z Chengdu do Wenzhou, spadł na ziemię z wysokości 701 metrów, podczas podejścia do lądowania do lotniska w Wenzhou. Samolot stanął w płomieniach. Śmierć poniosło 61 osób. Nikt nie ocalał. 
Za przyczynę katastrofy uznano niewłaściwie dokręcone nakrętki systemu operowania sterami wysokości. Zostało to przeoczone przez obsługę techniczną. W rezultacie nakrętki całkowicie odkręciły się w trakcie lotu, powodując, że system ten został pozbawiony kontroli, co doprowadziło do upadku samolotu. 
Po tej katastrofie wszystkie samoloty Tu-154 w Chinach zostały wycofane z użytkowania.